# Érichtho
 (octobre 2013).
Dans la littérature latine, Érichtho est une sorcière thessalienne.

## Sources antiques
Le poète Lucain la fait apparaitre dans le livre VI de La Pharsale 507—830. Dans cette œuvre, elle annonce grâce à ses talents de nécromancienne à Sextus Pompée l'issue de la bataille de Pharsale.
La première apparition d'Érichtho dans le livre :
« Une maigreur affreuse envahit le visage flétri de la sacrilège, et sa face terrible, inconnue du ciel serein, est empreinte d'une pâleur stygienne et alourdie de cheveux en désordre ; si un nimbus et des nuages sombres masquent les astres, alors la Thessalienne sort des tombeaux nus et cherche à capter les foudres nocturnes. Ses pas brûlent les semences d'une moisson féconde et son haleine infecte des brises qui n'étaient pas mortelles. Elle ne prie pas les habitants du ciel, elle n'amène pas de son chant suppliant la divinité à son secours ; elle ignore les fibres propitiatoires ; elle aime à mettre sur les autels les flammes funèbres et des encens ravis aux sépulcres incendiés. »

Elle est mentionnée dans la lettre de Sappho, du recueil des Héroïdes d'Ovide. Sappho, amante délaissée, erre dans les bois et les grottes, cheveux détachés, et se compare à la furie Érichtho.

## Postérité littéraire
Elle est mentionnée par Dante Alighieri dans la Divine Comédie (Enfer, IX, 23), où Virgile dit avoir été contraint par elle de descendre dans la plus profonde partie des Enfers pour y ramener une âme (19-30).
Elle apparaît chez Nicolas de Vérone, qui réécrit la Pharsale au XIVe siècle.
Elle apparaît aussi dans le Faust de Goethe (part. 2 act 2). C'est le premier personnage à parler dans une scène de Walpurgisnacht (II.1).

## Caractéristiques
Les pratiques d'Érichtho :

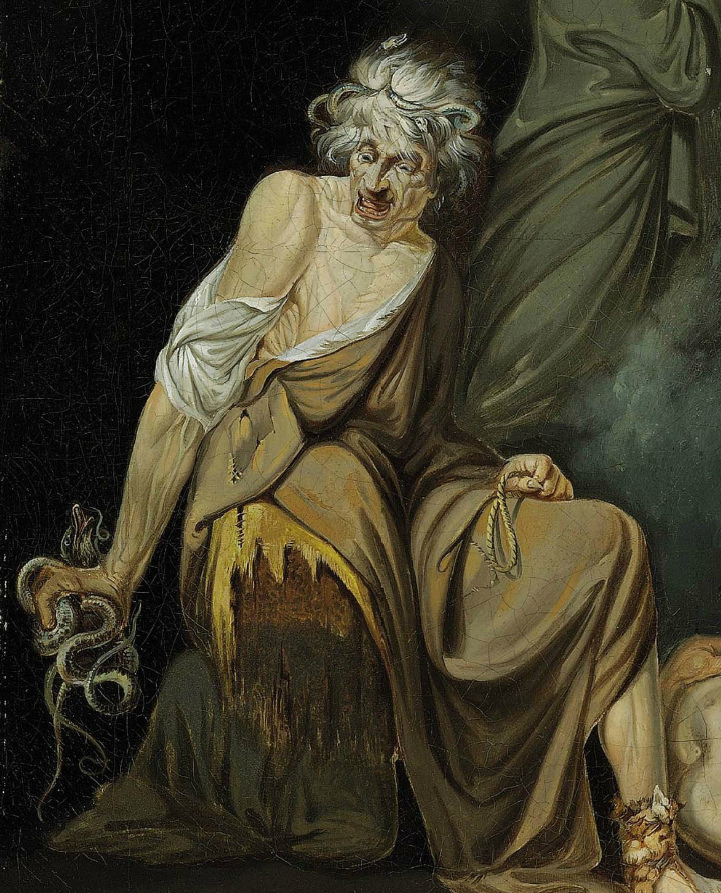
Sextus Pompée consultant Érichthoo avant la bataille de Pharsale, par John Hamilton Mortimer (détail).

Chez Lucain, Érichtho parle aux morts pour prédire l'avenir. C'est une femme de L'Hémus.
Lorsque Sextus Pompée vient demander son destin à Érichtho en temps de guerre voilà ce que l'on apprend de sa réponse:
- Elle s'est interdit la demeure des vivants et habite parmi les tombeaux.
- Elle possède des charmes magiques.
- Les dieux lui obéissent.
- Elle aspire les feux de la foudre.
- Elle empoisonne l'air par sa respiration.
- Elle ramène les morts à la vie.
- Un cadavre répond à sa voix.
- Elle vole les os, les yeux d'enfants, arrache les cheveux des morts.
- Elle mange les cadavres, utilisés pour attirer les loups, puis les manger.
- Elle arrache les bébés du ventre des mères pour en faire sacrifice.
- Elle visite les mourants, même deux qui lui sont chers, feint de leur donner un dernier baiser, leur confie de noirs secrets des enfers, puis leur tranche la tête.